# Gazeta Jarocińska
Gazeta Jarocińska – tygodnik powiatu jarocińskiego ukazujący się od 1990 roku. 

## Historia
Pierwszy numer ukazał się 5 października 1990 roku. Swoim zasięgiem obejmuje gminy: Jarocin, Żerków, Jaraczewo, Kotlin i Nowe Miasto w powiecie średzkim. Gazeta ma charakter publicystyczno-informacyjny. Nakład ok. 7,5 tys. egzemplarzy. Wydawca gazety jest Południowa Oficyna Wydawnicza. 
Dla uczczenia 20–lecia istnienia pisma, z inicjatywy redaktora naczelnego Piotra Piotrowicza przy Południowej Oficynie Wydawniczej powołano fundację Ogród Marzeń.
W 2015 roku Piotr Piotrowicz wydał książkę Papierowa szlachta w której opisał początki istnienia gazety.
Od 2017 roku jest wydawany dodatek do gazety dla kobiet magazyn „Ona”.

## Portal
W 1999 roku założono stronę internetowa www.gj.com.pl na której można było zapoznać się z archiwalnymi numerami. W 2008 roku powstał portal www.jarocinska.pl. Promowano go w wydawanym podczas festiwalu w Jarocinie dodatku „Gazeta na Festiwal”. Od 2009 roku jest prowadzony kanał na You Tube. Portal wykorzystano w 2010 roku do przekazywania informacji o zagrożeniu powodziowym mieszkańcom części gminy Żerków. Ponieważ portal rozwijał się w 2013 roku prezes Południowej Oficyny Wydawniczej powołał odrębną redakcję z Beatą Frąckowiak-Piotrowicz jako naczelną. Obowiązki pełniła do 2018 roku, gdy połączono funkcję naczelnego i zarząd nad portalem objął Bartosz Nawrocki.  

## Redaktorzy naczelni
- Władysław Staśkiewicz (1990–1993)
- Piotr Piotrowicz[2] (1993–2012)
- Aleksandra Pilarczyk (2012–2015)
- Anna Legowicz-Gogołkiewicz (2015–2018)[7]
- Bartosz Nawrocki (od 2018)[7]

## Nagrody
- 2021: akcja  #wspieramjarocińskie otrzymało nagrodę w konkursie Stowarzyszenia Mediów Lokalnych[1]
- 2015:Gazeta Roku SGL Local Press 2015[3]
- 1992: wyróżnienie w konkursie dla prasy lokalnej IDEE (Instytut na Rzecz Demokracji w Europie Wschodniej) Nagrodą był komputer o wartości tysiąca dolarów[3]